# Giotto Stoppino
Giotto Stoppino né à  Vigevano le 30 avril 1926 et mort à Milan le 23 août 2011 est un architecte et designer italien.

## Biographie
Giotto Stoppino étudie l'architecture à Venise puis à l'École polytechnique de Milan dont il obtient un diplôme en 1951. 
Élève de l'architecte Ernesto Nathan Rogers, l'un des inspirateurs de la néoliberté, il travaille de (1953 à 1968) dans le studio Architetti Associati avec les architectes Vittorio Gregotti et Lodovico Meneghetti. Parmi ses réalisations architecturales : les immeubles résidentiels et de bureaux de Novara, le siège de la Banca Popolare di Novara à Bra , le complexe résidentiel de Cameri,  les immeubles de Via Palmanova, Via Cassoni et Via Desiderio à Milan, l'usine textile Bossi Spa à Cameri. 
Il  participe à l'exposition de Milan Nuovi design per il mobile italiano en 1960. En 1968, il fonde son propre studio indépendant axé sur la conception de meubles et passe de l'architecture et de l'urbanisme au design.
Stoppino est l'un des premiers designers à expérimenter le plastique dans le design industriel : il crée le porte-revues Kartell dans un moule unique, produit sans interruption depuis 1972. La même année, il  participe à l'exposition Italy : the New Domestic Landscape à New York avec la lampe 537 d'Arteluce et les petites tables gigognes conçues pour Kartell. Parmi ses créations : le fauteuil Cavour (1959) pour SIM et plus tard pour Poltrona Frau, la lampe de table Drop 1 (1976) pour Tronconi, les tables basses Menhir (1983) pour Acerbis.

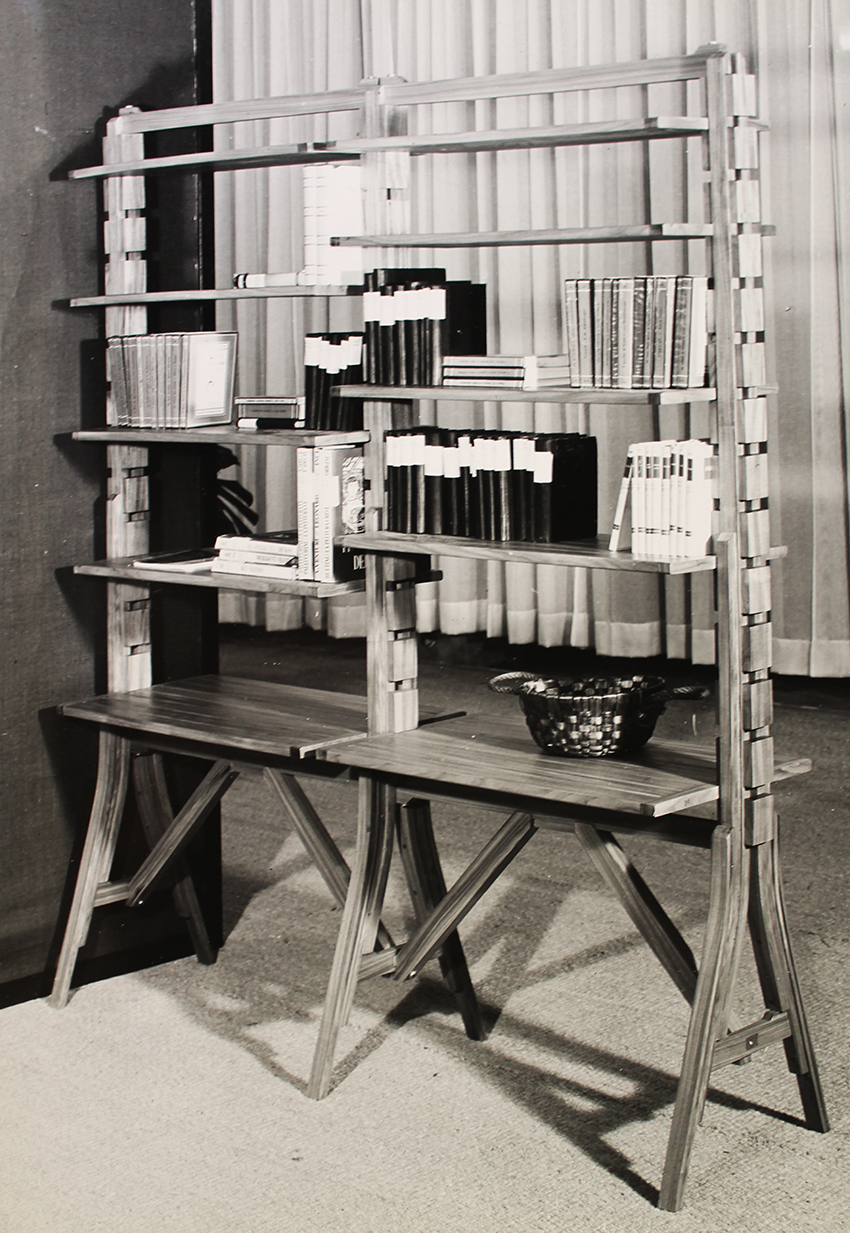
Bibliothèque Cavaletto.
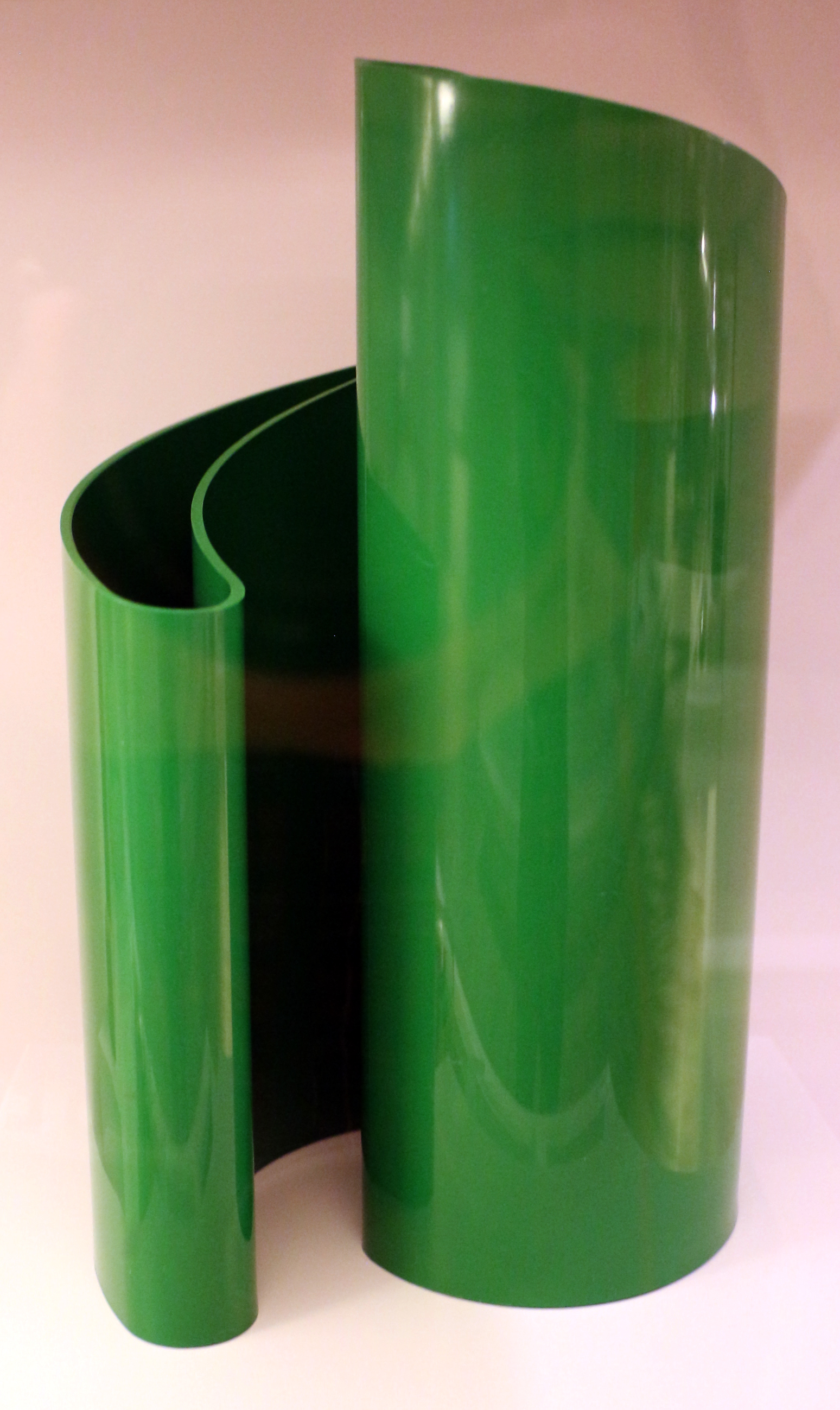
Vase Deda (plastique), 1971, Collections du Musée d'Art d'Indianapolis.
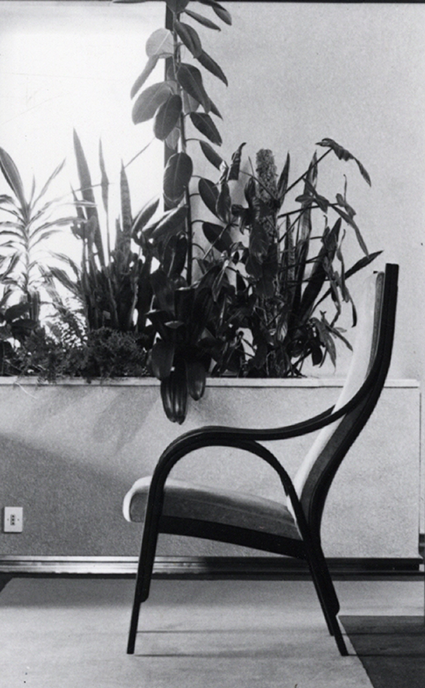
Fauteuil Cavour, 1969.

À partir de 1960, Giotto Stoppino est membre de l'Association pour le Design Industriel (ADI) et siège à son comité de direction par deux fois  1966-68 et 1971-1973, il en est président de 1982 à 1984. Il a également présidé le congrès international ICSID '83 à Milan.
Après deux mentions honorables pour le prix Compasso d'Oro en 1960 et 1970, Stoppino remporte le prix en 1979 avec les meubles Sheraton pour Acerbis et en 1991 avec le système de poignées Alessia pour Olivari. En 2000, la Poste italienne émet un timbre-poste portant son nom et l'une de ses œuvres. Il reçoit le Compasso d'Oro pour l'ensemble de sa carrière peu de temps avant sa mort en 2011.